# Шайтан (удмуртська міфологія)
Шайта́н (від татарського шайтан — біс, чорт) — в удмуртській міфології нечиста сила, біс, божество зла, який протистоїть верховному богу Інмару.
Образ шайтана сформувався під тюркським впливом та походить від слов'янського прототипу, об'єднав якості власне удмуртських міфічних істот нижнього ряду (Вумурт, Нюлесмурт, Палесмурт). Згідно з переказами, Шайтан — це рідний брат Інмара, якого скинули з небес за непослух. Брав участь разом з ним в утворені світу: дістав землю з дна світового океану, породив хтонічних істот, «нечистих» тварин (козу, свиню тощо), комах (мух, комарів, оводів) хвороби та мори. Інмар переслідує його з часів творенні світу: карающей десницей является молния, пущенная с небес на землю во время грозы (Гудирі-муми). Ховаючись від блискавки, Шайтан може перевтілюватись і проникати в пусті предмети (наприклад в шкарлупу яйця). Полюбляє, коли його називають «власним іменем», може з'являтись при одні згадці. Аби не позвати і тим самим не накликати біди, намагаються назвати його кинутим лаптем (кутем кут). Підмінює новонароджених (шайтан воштем), відносить до себе проклятих батьками дітей та тримає у себе прислугою.